# 平和安全法制
平和安全法制（へいわあんぜんほうせい）は、「我が国及び国際社会の平和及び安全の確保に資するための自衛隊法等の一部を改正する法律（平成27年（2015年）9月30日法律第76号）」（通称 平和安全法制整備法）と「国際平和共同対処事態に際して我が国が実施する諸外国の軍隊等に対する協力支援活動等に関する法律（平成27年9月30日法律第77号）」（通称 国際平和支援法）の総称である。平和安全法制関連2法とも呼ぶ。
マスメディア等からは安全保障関連法案・安保法案・安全保障法制・安保法制・安全保障関連法・安保法と呼ばれるほか、この法律に批判的な立場の者（日本共産党、社民党等）が主に使用する戦争法という呼び方も存在する（後述）。

## 概要
「我が国及び国際社会の平和及び安全の確保に資するための自衛隊法等の一部を改正する法律案」（平和安全法制整備法案）は、自衛隊法、周辺事態法、船舶検査活動法、国連PKO協力法等の改正による自衛隊の役割拡大（在外邦人等の保護措置、米軍等の部隊の武器保護のための武器使用、米軍に対する物品役務の提供、「重要影響事態」への対処等）と、「存立危機事態」への対処に関する法制の整備を内容とする。
また、「国際平和共同対処事態に際して我が国が実施する諸外国の軍隊等に対する協力支援活動等に関する法律案」（国際平和支援法案）は、「国際平和共同対処事態」における協力支援活動等に関する制度を定めることを内容とする。
第3次安倍内閣は、2015年（平成27年）5月14日、国家安全保障会議及び閣議において、平和安全法制関連2法案を決定し、翌日、衆議院に提出した。
衆議院では、同年5月19日、我が国及び国際社会の平和安全法制に関する特別委員会（浜田靖一委員長）を設置して平和安全法制関連2法案が付託され、審議が開始された。同年7月15日には、同特別委員会で採決が行われ、賛成多数により可決。翌7月16日には衆議院本会議で起立採決され、自民党・公明党・次世代の党などの賛成により可決。参議院へ送付された。
参議院では、同年9月17日には、我が国及び国際社会の平和安全法制に関する特別委員会（鴻池祥肇委員長）で採決が行われ、賛成多数により可決。同日午後8時10分に参議院本会議開会。翌々日の9月19日午前0時10分には参議院本会議が改めて開会された。17日の参院特別委員会で採決が混乱し、野党側は無効だと指摘したが、鴻池祥肇委員長は本会議の冒頭、「採決の結果、原案通り可決すべきものと決定した」と報告。その後、各党が同法に賛成、反対の立場から討論を行った後、記名投票による採決がされ、自民党・公明党・日本を元気にする会・次世代の党・新党改革などの賛成多数により午前2時18分に可決・成立。さらに、政府は平和安全法制による自衛隊海外派遣をめぐる国会関与の強化について5党合意を尊重するとの閣議決定をした。同月30日に公布された。
政府は、平和安全法制関連2法が「公布の日から六月を超えない範囲内において政令で定める日から施行する」としていることを踏まえ、2016年（平成28年）3月22日の閣議で施行日を同月29日とする政令と自衛隊法施行令をはじめとする26本の関連政令を改正する政令を制定する閣議決定をした。
2016年（平成28年）3月29日午前0時から施行された。

## 平和安全法制整備法

### 法案提出の理由
内閣が国会へ「我が国及び国際社会の平和及び安全の確保に資するための自衛隊法等の一部を改正する法律案」（平和安全法制整備法案）を提出した際の、提出理由は次の通りである。
法案提出時の内閣総理大臣・安倍晋三は、法整備の理由を「国民の命と平和な暮らしを守り、国の存立を全うするため」「我が国を取り巻く安全保障環境が変化したため」「切れ目のない安全保障法制を整備するため」とした。
2014年5月15日に行われた集団的自衛権に関する記者会見では具体例として「海外に住む日本人」を挙げており、自衛隊は「海外に住む日本人」が紛争に巻き込まれたとしても、現行の法律では守ることができないと説明した
。
また2015年7月28日に行われた参議院の特別委員会では自民党の佐藤正久議員がホルムズ海峡について質問を行い、これに対し岸田文雄外務大臣は「ホルムズ海峡はわが国のエネルギー安全保障上、たいへん重要な輸送経路だ。そのホルムズ海峡に関し、今回の法制の新3要件の第1要件が満たされる場合、つまり、わが国と密接な関係にある他国に対する武力攻撃の一環としてホルムズ海峡に機雷が敷設され、わが国の存立が脅かされ、国民の生命、自由および幸福追求の権利が根底から覆される明白な危険がある場合であれば、当然、わが国はその事態に対処するため、あらゆる努力を行うことになる。」と回答した
。

### 改正された法律
平和安全法制整備法案は、以下の10の法律を一括改正する法案であった（そのほか、別の10法について附則により技術的な改正も行われた。）。
1. 自衛隊法
2. 国際連合平和維持活動等に対する協力に関する法律（国連PKO協力法）
3. 周辺事態に際して我が国の平和及び安全を確保するための措置に関する法律（周辺事態安全確保法→重要影響事態安全確保法[注釈 2]）
4. 周辺事態に際して実施する船舶検査活動に関する法律（船舶検査活動法[注釈 3]）
5. 武力攻撃事態等における我が国の平和と独立並びに国及び国民の安全の確保に関する法律（事態対処法[注釈 4]）
6. 武力攻撃事態等におけるアメリカ合衆国の軍隊の行動に伴い我が国が実施する措置に関する法律（米軍等行動関連措置法[注釈 5]）
7. 武力攻撃事態等における特定公共施設等の利用に関する法律（特定公共施設利用法）
8. 武力攻撃事態における外国軍用品等の海上輸送の規制に関する法律(英語: Act on the Restriction of Maritime Transportation of Foreign Military Supplies, etc. in Armed Attack Situations[24])（海上輸送規制法[注釈 6]）
9. 武力攻撃事態における捕虜等の取扱いに関する法律（捕虜取扱い法[25]）
10. 国家安全保障会議設置法

### 改正された主要事項
上記の法改正によって整備が行われた平和安全法制の主要事項は、次の通りである。
| 項目                                                | 内容 | 改正される法律 |
| --------------------------------------------------- | --- | --- |
| 自衛隊法の改正                                      | - 在外邦人等の保護措置 - 米軍等の部隊の武器等の防護 - 平時における米軍に対する物品役務の提供の拡大 - 国外犯処罰規定 | 自衛隊法 |
| 重要影響事態安全確保法 （周辺事態安全確保法の改正） | - 「我が国の平和及び安全に重要な影響を与える事態」（重要影響事態）における米軍等への支援を実施すること等、改正の趣旨を明確にするための目的規定の見直し - 日米安保条約の目的の達成に寄与する活動を行う米軍以外の外国軍隊等に対する支援活動を追加 - 支援メニューの拡大 | 周辺事態に際して我が国の平和及び安全を確保するための措置に関する法律（周辺事態安全確保法→重要影響事態安全確保法） |
| 船舶検査活動法の改正                                | - 周辺事態安全確保法の見直しに伴う改正 - 国際平和支援法に対応し、国際社会の平和と安全に必要な場合の船舶検査活動の実施 | 周辺事態に際して実施する船舶検査活動に関する法律（船舶検査活動法）                                                |
| 国際平和協力法の改正                                | - 国連PKO等において実施できる業務の拡大（いわゆる安全確保、駆け付け警護）、業務に必要な武器使用権限の見直し - 国連が統括しない人道復興支援やいわゆる安全確保等の活動の実施                                                                                           | 国際連合平和維持活動等に対する協力に関する法律（国連PKO協力法）                                                   |
| 事態対処法制の改正                                  | - 存立危機事態の名称、定義、手続等の整備 | 武力攻撃事態等における我が国の平和と独立並びに国及び国民の安全の確保に関する法律（事態対処法）                    |
| 事態対処法制の改正                                  | - 存立危機事態に対処する自衛隊の任務としての位置付け、行動、権限等 | 自衛隊法 |
| 事態対処法制の改正                                  | - 武力攻撃事態等に対処する米軍に加えて、 武力攻撃事態等における米軍以外の外国軍隊 存立危機事態における米軍その他の外国軍隊 に対する支援活動を追加 | 武力攻撃事態等におけるアメリカ合衆国の軍隊の行動に伴い我が国が実施する措置に関する法律（米軍等行動関連措置法）    |
| 事態対処法制の改正                                  | - 武力攻撃事態等における米軍以外の外国軍隊の行動を特定公共施設等の利用調整対象に追加 | 武力攻撃事態等における特定公共施設等の利用に関する法律（特定公共施設利用法）                                      |
| 事態対処法制の改正                                  | - 存立危機事態における海上輸送規制の実施 | 武力攻撃事態における外国軍用品等の海上輸送の規制に関する法律（海上輸送規制法）                                    |
| 事態対処法制の改正                                  | - 存立危機事態における捕虜取扱い法の適用 | 武力攻撃事態における捕虜等の取扱いに関する法律（捕虜取扱い法）                                                    |
| 国家安全保障会議 設置法の改正                       | - 法改正等を踏まえた審議事項の整理 | 国家安全保障会議設置法                                                                                            |

## 国際平和支援法
「国際平和共同対処事態に際して我が国が実施する諸外国の軍隊等に対する協力支援活動等に関する法律案」（国際平和支援法）は、新法を制定する法案である。

### 法案提出の理由
内閣が国会へ国際平和支援法を提出した際の、提出理由は次の通りである。

## 沿革

### 安保法制懇の設置と内閣法制局長官人事
2012年（平成24年）12月26日、第2次安倍内閣が発足した。翌2013年（平成25年）1月28日に第183回国会（常会）が召集され、冒頭行われた所信表明演説で安倍晋三首相は、「外交、安全保障についても、抜本的な立て直しが急務です。何よりも、その基軸となる日米同盟を一層強化して、日米のきずなを取り戻さなければなりません。」と述べた。
2013年（平成25年）2月7日、首相の下に安全保障の法的基盤の再構築に関する懇談会（安保法制懇）が置かれた。
同年8月8日、内閣は小松一郎駐フランス大使を内閣法制局長官に任命する人事を発令した。政府は従来、集団的自衛権の行使は憲法に反すると解釈しており、内閣法制局はこの憲法解釈構築の中心となってきた。そのため、集団的自衛権の行使を可能とする憲法解釈の変更に積極的とされる小松を長官に任命して、内閣法制局の人事刷新と憲法解釈変更への地ならしを図ったものと解された。小松は、第1次安倍内閣のときには外務省国際法局長を務めており、「安全保障の法的基盤の再構築に関する懇談会」の事務方として実務に携わっていた。
また、同年12月4日には、内閣の下に国家安全保障会議を置き、その事務を所掌させるため、内閣官房に国家安全保障局を置いた。国家安全保障局の初代局長には、元外務事務次官の谷内正太郎を任命した。国家安全保障局は、「安全保障の法的基盤の再構築に関する懇談会」の事務も取り扱った。
同年12月17日、国家安全保障会議及び閣議で、「防衛計画の大綱」（防衛大綱）及び「中期防衛力整備計画」（中期防）、「国家安全保障戦略」を決定した。

### 安保法制懇報告書
2014年（平成26年）5月15日、「安全保障の法的基盤の再構築に関する懇談会」は報告書を提出し、同報告書の結論部分で以下のように提言した。
1. 日本国憲法は、前文で「平和的生存権」、13条で「生命、自由及び幸福追求に対する国民の権利」を定め、これらを守るためには、国民の生存の確保、国民を守る国家の存立が前提条件である。また、憲法は国際協調主義を掲げている。
2. 我が国を取り巻く安全保障環境は、より一層厳しさを増している。また、我が国が幅広い分野で一層の役割を担うことが必要となっている。従来の憲法解釈では十分対応できない状況に立ち至っている。
3. 憲法第9条1項で、自衛のための武力の行使は禁じられておらず、国際法上合法な活動への憲法上の制約はない。同条第2項は、自衛やいわゆる国際貢献のための実力の保持は禁止されていない。「必要最小限度」の中に個別的自衛権は含まれるが集団的自衛権は含まれないとしてきた政府の憲法解釈は、「必要最小限度」について抽象的な法理だけで形式的に線を引こうとした点で適当ではなく、「必要最小限度」の中に集団的自衛権の行使も含まれると解すべきである。
4. 集団的自衛権については、我が国と密接な関係にある外国に対して武力攻撃が行われ、その事態が我が国の安全に重大な影響を及ぼす可能性があるときには、我が国が直接攻撃されていない場合でも、その国の明示の要請又は同意を得て、必要最小限の実力を行使してこの攻撃の排除に参加し、国際の平和及び安全の維持・回復に貢献することができることとすべきである。
5. 軍事的措置を伴う国連の集団安全保障措置への参加については、我が国が当事国である国際紛争を解決する手段としての「武力の行使」には当たらず、憲法上の制約はない。
6. いわゆる「武力の行使との一体化」論は、安全保障上の実務に大きな支障となってきており、このような考えはもはやとらず、政策的妥当性の問題と位置付けるべきである。国連PKO等や在外自国民の保護・救出、国際的な治安協力における駆け付け警護や妨害排除に際しての武器使用に憲法上の制約はない。
7. 武力攻撃に至らない侵害への対応については、自衛隊の必要最小限度の国際法上合法な行動は憲法上容認されるべきである。また、自衛隊の行動については、切れ目のない対応を講ずるための包括的な措置を講ずる必要がある。
8. 必要最小限度の範囲の自衛権の行使には個別的自衛権に加えて集団的自衛権の行使が認められるという判断も、政府が適切な形で新しい解釈を明らかにすることによって可能であり、憲法改正が必要だという指摘は当たらない。また、国連の集団安全保障措置等への我が国の参加についても同様に、政府が適切な形で新しい解釈を明らかにすることによって可能である。

報告書が提出されたことを受けて、安倍首相は記者会見を行い、次の方針を表明した。
1. 限定的な集団的自衛権の行使は、憲法上容認される。
「我が国の安全に重大な影響を及ぼす可能性があるとき、限定的に集団的自衛権を行使することは許されるとの考え方です。生命、自由、幸福追求に対する国民の権利を政府は最大限尊重しなければならない。憲法前文、そして憲法13条の趣旨を踏まえれば、自国の平和と安全を維持し、その存立を全うするために必要な自衛の措置を採ることは禁じられていない。そのための必要最小限度の武力の行使は許容される、こうした従来の政府の基本的な立場を踏まえた考え方です。政府としてはこの考え方について、今後さらに研究を進めていきたいと思います。」
2. 必要ならば憲法解釈の変更のため、内閣法制局の意見を踏まえて与党協議を行い、閣議決定する。
「切れ目のない対応を可能とする国内法整備の作業を進めるに当たり、従来の憲法解釈のままで必要な立法が可能なのか、それとも一部の立法に当たって憲法解釈を変更せざるを得ないとすれば、いかなる憲法解釈が適切なのか。今後、内閣法制局の意見も踏まえつつ、政府としての検討を進めるとともに、与党協議に入りたいと思います。与党協議の結果に基づき、憲法解釈の変更が必要と判断されれば、この点を含めて改正すべき法制の基本的方向を、国民の命と暮らしを守るため、閣議決定してまいります。」
3. 必要な法案を国会に提出する。
「今後、国会においても議論を進め、国民の皆様の理解を得る努力を継続していきます。十分な検討を行い、準備ができ次第、必要な法案を国会にお諮りしたいと思います。」

### 憲法解釈を変更する閣議決定
2014年（平成26年）7月1日、国家安全保障会議及び閣議において、「国の存立を全うし、国民を守るための切れ目のない安全保障法制の整備について」を決定した。この閣議決定の内容は以下の通り。
前文
- 我が国は、戦後一貫して日本国憲法の下で平和国家として歩んできた。専守防衛に徹し、他国に脅威を与えるような軍事大国とはならず、非核三原則を守るとの基本方針を堅持しつつ、国民の営々とした努力により経済大国として栄え、安定して豊かな国民生活を築いてきた。また、我が国は、平和国家としての立場から、国際連合憲章を遵守しながら、国際社会や国際連合を始めとする国際機関と連携し、それらの活動に積極的に寄与している。こうした我が国の平和国家としての歩みは、国際社会において高い評価と尊敬を勝ち得てきており、これをより確固たるものにしなければならない。
- 一方、日本国憲法の施行から67年となる今日までの間に、我が国を取り巻く安全保障環境は根本的に変容するとともに、更に変化し続け、我が国は複雑かつ重大な国家安全保障上の課題に直面している。国際連合憲章が理想として掲げたいわゆる正規の「国連軍」は実現のめどが立っていないことに加え、冷戦終結後の四半世紀だけをとっても、グローバルなパワーバランスの変化、技術革新の急速な進展、大量破壊兵器や弾道ミサイルの開発及び拡散、国際テロなどの脅威により、アジア太平洋地域において問題や緊張が生み出されるとともに、脅威が世界のどの地域において発生しても、我が国の安全保障に直接的な影響を及ぼし得る状況になっている。さらに、近年では、海洋、宇宙空間、サイバー空間に対する自由なアクセス及びその活用を妨げるリスクが拡散し深刻化している。もはや、どの国も一国のみで平和を守ることはできず、国際社会もまた、我が国がその国力にふさわしい形で一層積極的な役割を果たすことを期待している。
- 政府の最も重要な責務は、我が国の平和と安全を維持し、その存立を全うするとともに、国民の命を守ることである。我が国を取り巻く安全保障環境の変化に対応し、政府としての責務を果たすためには、まず、十分な体制をもって力強い外交を推進することにより、安定しかつ見通しがつきやすい国際環境を創出し、脅威の出現を未然に防ぐとともに、国際法にのっとって行動し、法の支配を重視することにより、紛争の平和的な解決を図らなければならない。
- さらに、我が国自身の防衛力を適切に整備、維持、運用し、同盟国である米国との相互協力を強化するとともに、域内外のパートナーとの信頼及び協力関係を深めることが重要である。特に、我が国の安全及びアジア太平洋地域の平和と安定のために、日米安全保障体制の実効性を一層高め、日米同盟の抑止力を向上させることにより、武力紛争を未然に回避し、我が国に脅威が及ぶことを防止することが必要不可欠である。その上で、いかなる事態においても国民の命と平和な暮らしを断固として守り抜くとともに、国際協調主義に基づく「積極的平和主義」の下、国際社会の平和と安定にこれまで以上に積極的に貢献するためには、切れ目のない対応を可能とする国内法制を整備しなければならない。
- 5月15日に「安全保障の法的基盤の再構築に関する懇談会」から報告書が提出され、同日に安倍内閣総理大臣が記者会見で表明した基本的方向性に基づき、これまで与党において協議を重ね、政府としても検討を進めてきた。今般、与党協議の結果に基づき、政府として、以下の基本方針に従って、国民の命と平和な暮らしを守り抜くために必要な国内法制を速やかに整備することとする。

武力攻撃に至らない侵害への対処
- 純然たる平時でも有事でもない事態が生じやすく、これにより更に重大な事態に至りかねないリスクを有している。警察機関と自衛隊を含む関係機関が、より緊密に協力し、いかなる不法行為に対しても切れ目のない十分な対応を確保するための態勢を整備することが一層重要な課題となっている。
- 具体的には、警察や海上保安庁などの関係機関が、緊密に協力して対応する方針の下、対応能力の向上、連携の強化、対応要領の検討や整備、命令発出手続の迅速化、演習・訓練の充実など、必要な取組を一層強化する。
- 警察機関が直ちに対応できない場合の対応について、治安出動や海上における警備行動の、状況に応じた早期下令や手続迅速化を具体的に検討する。
- 米軍部隊の武器等であれば、米国の要請又は同意があることを前提に、当該武器等を防護するための自衛隊法第95条によるものと同様の極めて受動的かつ限定的な必要最小限の「武器の使用」を自衛隊が行うことができるよう、法整備をする。

国際社会の平和と安定への一層の貢献
1. いわゆる後方支援と「武力の行使との一体化」
  - いわゆる後方支援と言われる支援活動それ自体は、「武力の行使」に当たらない活動である。一方、憲法第9条との関係で、他国の「武力の行使と一体化」することにより、我が国自身が憲法の下で認められない「武力の行使」を行ったとの法的評価を受けることがないよう、これまでの法律においては、活動の地域を「後方地域」や、いわゆる「非戦闘地域」に限定してきた。
  - 国際協調主義に基づく「積極的平和主義」の立場から、国際社会の平和と安定のために、自衛隊が幅広い支援活動をこれまで以上に支障なくできるようにすることは、我が国の平和及び安全の確保の観点からも極めて重要である。
  - 政府としては、他国が「現に戦闘行為を行っている現場」ではない場所で実施する補給、輸送などの我が国の支援活動については、当該他国の「武力の行使と一体化」するものではないという認識を基本とした以下の考え方に立って、必要な支援活動を実施できるようにするための法整備を進める。

  1. 我が国の支援対象となる他国軍隊が「現に戦闘行為を行っている現場」では、支援活動は実施しない。
  2. 仮に、状況変化により、我が国が支援活動を実施している場所が「現に戦闘行為を行っている現場」となる場合には、直ちにそこで実施している支援活動を休止又は中断する。

2. 国際的な平和協力活動に伴う武器使用
  - 国際的な平和協力活動の中で、いわゆる「駆け付け警護」に伴う武器使用や「任務遂行のための武器使用」については、これを「国家又は国家に準ずる組織」に対して行った場合には、憲法第9条が禁ずる「武力の行使」に該当するおそれがあることから、自衛官の武器使用権限はいわゆる自己保存型と武器等防護に限定してきた。
  - 国際協調主義に基づく「積極的平和主義」の立場から、国際的な平和協力活動に十分かつ積極的に参加できることが重要である。また、領域国の受入れ同意がある場合には、武器使用を伴う在外邦人の救出についても対応できるようにする必要がある。
  - 国際的な平和協力活動におけるいわゆる「駆け付け警護」に伴う武器使用及び「任務遂行のための武器使用」のほか、領域国の同意に基づく邦人救出などの「武力の行使」を伴わない警察的な活動ができるよう、以下の考え方を基本として、法整備を進める。

  1. 国際連合平和維持活動等については、PKO参加5原則の枠組みの下で、「当該活動が行われる地域の属する国の同意」及び「紛争当事者の当該活動が行われることについての同意」が必要とされており、受入れ同意をしている紛争当事者以外の「国家に準ずる組織」が敵対するものとして登場することは基本的にないと考えられる。
  2. 自衛隊の部隊が、領域国政府の同意に基づき、当該領域国における邦人救出などの「武力の行使」を伴わない警察的な活動を行う場合には、その範囲においては「国家に準ずる組織」は存在していないということを意味する。
  3. 受入れ同意が安定的に維持されているかや領域国政府の同意が及ぶ範囲等については、国家安全保障会議における審議等に基づき、内閣として判断する。
  4. なお、これらの活動における武器使用については、警察比例の原則に類似した厳格な比例原則が働くという内在的制約がある。

憲法第9条の下で許容される自衛の措置
- 我が国を取り巻く安全保障環境の変化に対応し、いかなる事態においても国民の命と平和な暮らしを守り抜くためには、これまでの憲法解釈のままでは必ずしも十分な対応ができないおそれがある。政府の憲法解釈には論理的整合性と法的安定性が求められる。したがって、従来の政府見解における憲法第9条の解釈の基本的な論理の枠内で、国民の命と平和な暮らしを守り抜くための論理的な帰結を導く必要がある。
- 憲法第9条はその文言からすると、国際関係における「武力の行使」を一切禁じているように見えるが、憲法前文で確認している「国民の平和的生存権」や憲法第13条が「生命、自由及び幸福追求に対する国民の権利」は国政の上で最大の尊重を必要とする旨定めている趣旨を踏まえて考えると、憲法第9条が、我が国が自国の平和と安全を維持し、その存立を全うするために必要な自衛の措置を採ることを禁じているとは到底解されない。一方、この自衛の措置は、あくまで外国の武力攻撃によって国民の生命、自由及び幸福追求の権利が根底から覆されるという急迫、不正の事態に対処し、国民のこれらの権利を守るためのやむを得ない措置として初めて容認されるものであり、そのための必要最小限度の「武力の行使」は許容される。これが、憲法第9条の下で例外的に許容される「武力の行使」について、従来から政府が一貫して表明してきた見解の根幹、いわば基本的な論理であり、昭和47年10月14日に参議院決算委員会に対し政府から提出された資料「集団的自衛権と憲法との関係」に明確に示されているところである。
この基本的な論理は、憲法第9条の下では今後とも維持されなければならない。
- これまで政府は、この基本的な論理の下、「武力の行使」が許容されるのは、我が国に対する武力攻撃が発生した場合に限られると考えてきた。しかし、冒頭で述べたように、パワーバランスの変化や技術革新の急速な進展、大量破壊兵器などの脅威等により我が国を取り巻く安全保障環境が根本的に変容し、変化し続けている状況を踏まえれば、今後他国に対して発生する武力攻撃であったとしても、その目的、規模、態様等によっては、我が国の存立を脅かすことも現実に起こり得る。
我が国としては、紛争が生じた場合にはこれを平和的に解決するために最大限の外交努力を尽くすとともに、これまでの憲法解釈に基づいて整備されてきた既存の国内法令による対応や当該憲法解釈の枠内で可能な法整備などあらゆる必要な対応を採ることは当然であるが、それでもなお我が国の存立を全うし、国民を守るために万全を期す必要がある。
こうした問題意識の下に、現在の安全保障環境に照らして慎重に検討した結果、我が国に対する武力攻撃が発生した場合のみならず、我が国と密接な関係にある他国に対する武力攻撃が発生し、これにより我が国の存立が脅かされ、国民の生命、自由及び幸福追求の権利が根底から覆される明白な危険がある場合において、これを排除し、我が国の存立を全うし、国民を守るために他に適当な手段がないときに、必要最小限度の実力を行使することは、従来の政府見解の基本的な論理に基づく自衛のための措置として、憲法上許容されると考えるべきであると判断するに至った。
- 我が国による「武力の行使」が国際法を遵守して行われることは当然であるが、国際法上の根拠と憲法解釈は区別して理解する必要がある。憲法上許容される上記の「武力の行使」は、国際法上は、集団的自衛権が根拠となる場合がある。この「武力の行使」には、他国に対する武力攻撃が発生した場合を契機とするものが含まれるが、憲法上は、あくまでも我が国の存立を全うし、国民を守るため、すなわち、我が国を防衛するためのやむを得ない自衛の措置として初めて許容されるものである。
- 憲法上「武力の行使」が許容されるとしても、民主的統制の確保が求められることは当然である。政府としては、我が国ではなく他国に対して武力攻撃が発生した場合に、憲法上許容される「武力の行使」を行うために自衛隊に出動を命ずるに際しては、現行法令に規定する防衛出動に関する手続と同様、原則として事前に国会の承認を求めることを法案に明記する。

今後の国内法整備の進め方
- これらの活動を自衛隊が実施するに当たっては、国家安全保障会議における審議等に基づき、内閣として決定を行う。
- こうした手続を含めて、実際に自衛隊が活動を実施できるようにするためには、根拠となる国内法が必要となる。政府として、以上述べた基本方針の下、国民の命と平和な暮らしを守り抜くために、あらゆる事態に切れ目のない対応を可能とする法案の作成作業を開始することとし、十分な検討を行い、準備ができ次第、国会に提出し、国会における御審議を頂く。

これにより、「自衛の措置としての武力の行使の新三要件」を示した。
同年12月、統合幕僚長河野克俊が、アメリカ陸軍参謀総長レイモンド・オディエルノとアメリカで面会した際、法案成立の見込みについて「与党の勝利により来年夏までには」と答えていた。
2015年4月29日、安倍晋三首相はアメリカ連邦議会で「日本は安全保障のための立法基盤の強化に懸命に取り組んでいる」「これらの立法基盤の強化により、自衛隊と米軍の協力関係は強化され、日米同盟はより一層堅固になり、それは地域の平和のために確かな抑止力をもたらす」「この夏までに成就させる」「日本で進んでいる法制化の試みに沿った枠組み、それは、地域に一層確実な平和を築くために必要なものであり、それがすなわち、日米防衛協力の新しいガイドラインである」「昨日、オバマ大統領と私はこのガイドラインの意義について完全に合意した」などと演説した。
同年5月14日、政府は臨時閣議を開き、集団的自衛権の行使を可能にする安全保障関連法案を決定。翌15日、衆議院及び参議院に「平和安全法制整備法案」と「国際平和支援法案」の2法案を提出した。また、同日、国家安全保障会議及び閣議において、治安出動・海上警備行動等の発令手続の迅速化等に係る決定をした。これらは、上記の閣議決定の内容に基づくものである。

### 国会における審議・成立
衆議院では、同年5月19日、我が国及び国際社会の平和安全法制に関する特別委員会（浜田靖一委員長）を設置して平和安全法制関連2法案が付託され、審議が開始された。
6月4日、衆議院の憲法審査会で、招致された参考人3人が平和安全法制は違憲であるとの見解を示した。
6月22日、衆院平和安全法制特別委員会は参考人質疑を実施し、有識者5人が意見を表明した。
7月1日、同委員会は2回目の参考人質疑を実施し、有識者5人が意見を表明した。
7月8日、維新の党は安保2法案の修正案を提出し、また、民主党と維新の党は領域等の警備に関する法律案（領域警備法案）を共同提案した。
7月15日に同特別委員会で採決が行われ、賛成多数により可決。翌7月16日には衆議院本会議で起立採決され、自民党・公明党・次世代の党などの賛成により可決。参議院へ送付された。
9月8日、参院平和安全法制特別委員会は参考人質疑を実施し、有識者4人が意見を表明した。
9月15日、同委員会は2回目の参考人質疑を実施し、有識者6人が意見を表明した。
9月16日、自民党・公明党・日本を元気にする会・次世代の党・新党改革の5党により、「平和安全法制についての合意書」が合意される。同合意事項について野党は内容を閣議決定で担保することを求め、合意書に「閣議決定」で担保する旨を5党連署で明記させている。
9月17日、参議院我が国及び国際社会の平和安全法制に関する特別委員会において、同合意書の内容が附帯決議として議決された上で、9月19日、参議院本会議において可決成立した。
9月19日、法案成立を受け政府は「合意の趣旨を尊重し、適切に対処する」として、先だって取り交わされた5党合意文書を持ち回り署名で閣議決定した。

### 平和安全法制への対案・修正案・廃案
2015年7月8日、維新の党は平和安全法制の対案となる「平和安全整備法案」「国際平和協力支援法案」「領域警備法案」を国会に提出した（「領域警備法案」は民主党と共同提出）。しかし、3本とも衆議院で否決。
参議院では維新の党は「平和安全整備法案」6法案に分割し、残りの2法案と合わせた対案計8本を準備。しかし、橋下徹の離党などの内紛により、最初の5本を提出したのは参議院で平和安全法制が審議入りしてから1カ月以上経過した8月20日、残り3本を出し終えたのは採決予定時期が迫った9月4日となり、対案路線が困難となった。その後、9月15日に与党と維新の党で修正協議が行われたが、合意に至らなかった。
一方で8月24日、日本を元気にする会・次世代の党・新党改革の野党3党は、自衛隊の海外派遣に関し「例外なき国会の事前承認」を義務付けることを柱とした修正案を国会に提出することで合意。9月3日に参議院に提出。9月16日に与党と野党3党で「平和安全法制についての合意書」が合意された。３党による修正案作りは、安倍晋三首相と親しい荒井広幸代表（新党改革）や井上義行参院国対委員長（元気会）らが行った。３党修正案について首相は24日参院予算委員会で、「敬意を表したい。政府として真摯に対応したい。早期に国会に提出されることを期待する」と高く評価した。
平和安全法制成立後の2016年2月18日、維新の党と民主党が「領域警備法案」「周辺事態法改正案」「国連平和維持活動協力法改正案」を平和安全法制の対案として衆議院に提出。さらに翌2月19日には、維新の党・民主党・共産党・社民党・生活の党と山本太郎となかまたちの野党5党が平和安全法制の廃案となる「平和安全法制整備法廃止法案」「国際平和支援法廃止法案」を衆議院に提出した。

### 平和安全法制に関する違憲訴訟
安全保障関連法成立後、「安全保障関連法は憲法違反である」と訴える裁判の提訴が全国で複数行われた。
2015年10月8日、愛媛県松山市の男性が「安保法は憲法9条に違反し無効だ」と訴えた訴訟では、東京地方裁判所は「法律が憲法に適合するかの判断を抽象的に求めるものであり、審判対象にならない」として訴えを退けた。男性は控訴したが東京高等裁判所は2015年11月11日、控訴を棄却した。さらに、東京地方裁判所は同年11月11日までに、平和安全法制の廃止や違憲であることの確認を求める訴訟を少なくとも4件退けた。いずれも口頭弁論は開かれなかった。
2016年4月14日、平和安全法制の廃止を求め東京都中央区の男性が国を訴えた訴訟の上告審が最高裁判所で行われ、上告を棄却することが決定された。この訴訟で一審の東京地方裁判所は「行政事件訴訟法に基づく訴えが不適法」として受理せずに却下。二審の東京高等裁判所も原告の控訴を棄却していた。
2016年4月20日、安全保障関連法制に反対する弁護士らでつくる「安保法制違憲訴訟の会」は東京都内で集会を開き、東京地方裁判所への集団提訴を26日に行うと表明した。
第1陣の原告は約550人で、内訳は安保法制に基づく自衛隊出動などの差し止めを求める訴訟が約50人、「平和的生存権」を侵害されたとして国家賠償を求める訴訟が約500人。
6月までに全国各地で順次訴えを起こすほか、東京などで追加提訴も予定している。
2016年4月26日、弁護士や元裁判官でつくる「安保法制違憲訴訟の会」に賛同する約500人が、先月施行された安全保障関連法の違憲性を訴える集団訴訟を、全国で初めて東京地方裁判所に起こした。また福島地方裁判所いわき支部でも約200人が提訴した。夏ごろまでにさらに約1500人が、全国の約15の地方裁判所で同様の訴訟を起こすという。
2023年9月7日、最高裁は、「安保法制違憲訴訟の会」が起こした違憲訴訟の上告を棄却した。4人の裁判官全員一致の結論であり、憲法判断は行われなかった。「安保法制違憲訴訟の会」が起こした違憲訴訟で最高裁が判断を示したのはこれが初めてである。
朝日新聞の2023年12月5日の記事によれば、「安保法制違憲訴訟の会」が起こした違憲訴訟は、これまでに地裁と高裁で39件の判決が出たが、それらすべてで憲法判断が行われることなく原告側が敗訴した。
前述の39件の判決とは別の、2023年12月5日に言い渡された仙台高裁の判決では、小林久起裁判長は平和安全法制は「憲法9条に明白に違反するとまでは言えない」と述べ、憲法判断を示したうえで原告の控訴を棄却した。
2023年12月19日、仙台高裁の判決を受けて、原告側は最高裁への上告を断念することを決めた。最高裁で高裁判決が確定した場合、「今後の平和運動への影響が大きい」と判断したためである。

## 平和安全法制への意見

### 賛成意見
国際法上、集団的自衛権の行使は合憲
- 国連憲章51条では集団的自衛権は個別的自衛権と共に全ての国連加盟国に認められた「固有の権利」と定めており、憲法にも自衛権の行使は否定されていないことから、日本も集団的自衛権を有しており、行使が可能であるため合憲である[75]。
- 民主主義国間の軍事同盟が相互の集団的自衛権行使を想定している以上、日米同盟を結んでいる日本の集団的自衛権の行使は可能である[76]。

国際情勢の変化、低予算での抑止力の向上
- 中国の軍拡に伴う南沙諸島埋め立てやホルムズ海峡の緊迫化による日本のシーレーンの封鎖、北朝鮮の弾道ミサイルや核保有化等により東アジア情勢が緊迫化している。これら日本への影響が無視できない軍事的問題に対し日本の個別的自衛権では対処に限界があるが、頼みの綱となるアメリカはイラク戦争後から軍縮を進めており、外交も内向化している。防衛費や抑止力の観点からして、日本の防衛策に日米同盟以外の選択肢がない以上、日米同盟の強化によってアメリカの軍事力を東アジア地域に引き留めて抑止力を上げる必要がある[77]。

日米同盟対等化による巻き込まれの防止
- アメリカとの関係において、同盟を結んでいながら一方的に集団的自衛権を行使してもらうという片務性を放置している以上、日本が交渉事で対米従属となることは必然的である。そのため、日本の主体性や発言力強化のためにも、集団的自衛権の行使により日米同盟を対等に近づける必要がある[78]。
- 日本の軍事力は防御のみに特化しており、戦争をできるような戦力投射能力を持っていない。そのため、そもそもアメリカの戦術論からみて攻撃能力のない日本は他の同盟国と比べて主力パートナーになり得ない[79]。

### 反対意見
集団的自衛権が違憲
- 憲法学者の長谷部恭男と小林節は、集団的自衛権は違憲であるとし、平和安全法制に反対している[80]。

自衛隊の定義から外れる
- 日本共産党は、平和安全法制の実施によって自衛隊の活動範囲が広がった場合、下記2点を満たせなくなると主張し反対している[81][82][83]。
  - 自衛隊は、外国による侵略に対し、我が国を防衛する任務を有するものの、憲法上自衛のための必要最小限度を超える実力を保持し得ない等の制約を課せられており、通常の観念で考えられる軍隊とは異なるものと考えている。
  - 憲法第九条第二項は「陸海空軍その他の戦力」の保持を禁止しているが、これは、自衛のための必要最小限度を超える実力を保持することを禁止する趣旨のものであると解している。自衛隊は、我が国を防衛するための必要最小限度の実力組織であるから、同項で保持することが禁止されている「陸海空軍その他の戦力」には当たらない。

自衛隊が違憲
- 平和安全法制は自衛隊の存在が前提となっており、この自衛隊の存在が違憲であり、平和安全法制も違憲であるという主張。

日本共産党は平和安全法制を「憲法違反の戦争法によって、「日本防衛」と関係のない戦闘に自衛官を駆り立て、「殺し、殺される」状況に追い込む」とし「自衛隊は憲法9条に違反する存在」としているが、「同時に、すぐになくすことは考えていないが将来展望は解消である」とも説明している。
- 2022年のロシアによるウクライナ侵攻問題に対し、4月7日に志位和夫委員長は「急迫不正の主権侵害にさいしては自衛隊を活用」と発言し、他党から上記の主張と矛盾していると批判されている[85][86]。

米軍と一体となって行動することで、かえって日本・日本国民への危険性を増大させる
- 弁護士の伊藤真は、閣議決定では「我が国の安全及びアジア太平洋地域の平和と安定のために、日米安全保障体制の実効性を一層高め、日米同盟の抑止力を向上させることにより、武力紛争を未然に回避し、我が国に脅威が及ぶことを防止すること」が強調されたが、「かえって自衛隊がアメリカ軍と行動を共にすることにより、アメリカの敵は日本の敵になり、日本は今まで以上に攻撃されやすくなる。国民と企業が武力攻撃・テロの標的になる危険性が飛躍的に高まる。そのことは、アメリカのアフガニスタン攻撃やイラク戦争に日本が加担する前と後で比べればはっきりします。」と主張した[87]。例えば、反米感情の強いイラクで2002年に日本人が誘拐・殺害されたイラク日本人人質事件ではテロリストが自衛隊の撤退を要求した。

その他「何をもって最小限度とするのか」という根本的かつ論理的な問題がある。

## 平和安全法制に関する見解

### 個人の見解

#### 賛成・合憲
- 浅野善治（憲法学）[88]
- 百地章（憲法学）[89]
- 西修（憲法学）[89]
- 長尾一紘（憲法学）[90]
- 八木秀次（憲法学）[91]
- 小林宏晨（憲法学）[92]
- 青山武憲（憲法学）[92]
- 井上武史（憲法学）[注釈 7][93]
- 浜谷英博（憲法学）[94]
- 柳井俊二（国際海洋法裁判所長）[95]
- ケント・ギルバート（弁護士）[96]
- 八代英輝（弁護士）[97]
- 桜林美佐（防衛ジャーナリスト）[98]
- 井上和彦（軍事ジャーナリスト、元航空自衛隊幹部学校講師）[99]
- 黒井文太郎（軍事ジャーナリスト）[100]
- 小川和久（元陸上自衛官、軍事アナリスト）[101]
- 一色正春（元海上保安官）[102]
- 潮匡人（元航空自衛官、軍事評論家）[103]
- 濱口和久（元陸上自衛官）[104]
- 山口昇（元陸上自衛官）[105]
- 森清勇（元陸上自衛官）[106]
- 香田洋二（元自衛艦隊司令官）[107]
- 鮒田英一（元自衛艦隊司令官）[108]
- 志方俊之（元陸将、防衛評論家）[109]
- 佐藤守（元空将、軍事評論家）[110]
- 葛城奈海（予備自衛官、ジャーナリスト）[111]
- 古庄幸一（元海上幕僚長）[112]
- 田母神俊雄（元航空幕僚長）[113]
- 火箱芳文（元陸上幕僚長）[114]
- 齋藤隆（元統合幕僚長）[115]
- 折木良一（元統合幕僚長）[116]
- 河野克俊（統合幕僚長）[40]
- 西元徹也（元統合幕僚会議議長）[117]
- 小川榮太郎（文芸評論家）[118]
- 櫻井よしこ（ジャーナリスト）[119]
- 田原総一朗（ジャーナリスト）[120]
- 長谷川幸洋（ジャーナリスト、東京・中日新聞論説副主幹）[121]
- 野口健（登山家）[122]

- 田中秀臣（経済学）[123]
- 池田信夫（経済学）[124]
- 武田邦彦（環境学）[125]
- 古田博司（歴史学）[126]
- 中西輝政（歴史学）[127]
- 岡本行夫（元首相補佐官、MIT国際研究センターシニアフェロー）[128]
- 八幡和郎（元通産官僚）[129]
- 岸博幸（元経産官僚）[130]
- 宮家邦彦（元外交官）[131]
- 田久保忠衛（外交評論家）[132]
- 森本敏（元防衛大臣）[133]
- 高橋洋一（元内閣参事官）[134]
- 池田実（元内閣府国民生活局長）[92]
- 佐々淳行（元内閣安全保障室長）[118]
- 石原慎太郎（元東京都知事、元衆議院議員）[135]
- 東国原英夫（元宮崎県知事）[136]
- 渡辺利夫（日本安全保障・危機管理学会会長）[118]
- 西原正（国際安全保障学会会長）[137]
- 坂元一哉（国際政治学）[138]
- 白石隆（国際政治学）[138]
- 村田晃嗣（国際政治学）[128]
- 三浦瑠麗（国際政治学）[139]
- 中西寛（国際政治学）[140]
- 櫻田淳（国際政治学）[141]
- 細谷雄一（国際政治学）[142]
- 藤井厳喜（国際政治学）[143]
- 佐瀬昌盛（国際政治学）[144]
- 村瀬信也（国際法学）[145]
- 宮崎哲弥（政治評論家）[146]
- 田崎史郎（政治評論家、時事通信社解説委員）[147]
- 筆坂秀世（政治評論家、元参議院議員）[148]
- 屋山太郎（政治評論家）[149]
- 呉善花（日本研究家）[150]
- 浅羽祐樹（韓国政治学）[151]
- 石平（中国問題評論家）[152]
- 津上俊哉（中国問題研究家）[151]
- 山田吉彦（海洋問題研究家）[153]
- 西岡力（北朝鮮に拉致された日本人を救出するための全国協議会会長）[154]
- 桜井誠 (日本第一党 党首)

　 など

#### 反対・違憲
- 長谷部恭男（憲法学）[155]
- 樋口陽一（憲法学）[155]
- 小林節（憲法学）[90]
- 佐藤幸治（憲法学）[156]
- 石川健治（憲法学）[156]
- 木村草太（憲法学）[128]
- 高橋和之（憲法学）[157]
- 奥平康弘（憲法学）[157]
- 笹田栄司（憲法学）[158]
- 山口繁（元最高裁判所長官）[159]
- 那須弘平（元最高裁判所判事）[160]
- 濱田邦夫（元最高裁判所判事）[138]
- 才口千晴（元最高裁判所判事）[160]
- 山本庸幸（元内閣法制局長官）[161]
- 大森政輔（元内閣法制局長官）[162]
- 秋山収（元内閣法制局長官）[163]
- 阪田雅裕（元内閣法制局長官）[164]
- 宮崎礼壹（元内閣法制局長官）[165]
- 伊藤真（弁護士）[166]
- 柳沢協二（防衛閣僚）[167]
- 前田哲男（軍事評論家）[168]
- 池田整治（元陸上自衛官、作家）[169]
- 浅田次郎（元陸上自衛官、小説家）[170]
- 末延隆成（元陸上自衛官、平和運動家）[171]
- 小西誠（元航空自衛官、作家）[172]
- 林修（予備校講師）[173]

- 尾木直樹（教育評論家）[174]
- 瀬戸内寂聴（尼僧、作家）[175]
- 美輪明宏（歌手）[176]
- 内田樹（思想家）[177]
- 宮台真司（社会学）[178]
- 上野千鶴子（社会学）[177]
- 広渡清吾（法社会学）[179]
- 佐藤学（教育学）[177]
- 神保哲生（ジャーナリスト）[178]
- 江川紹子（ジャーナリスト）[180]
- 津田大介（ジャーナリスト）[181]
- 岸井成格（キャスター）[182]

- 古舘伊知郎（キャスター）[183]
- 関口宏（キャスター）[184]
- 小林よしのり（漫画家）[185]
- 河野洋平（元自民党総裁）[186]
- 山崎拓（元自民党副総裁）[187]
- 古賀誠（元自民党幹事長）[187]
- 野中広務（元自民党幹事長）[188]
- 藤井裕久（元財務大臣）[187]
- 城島光力（元財務大臣）[189]
- 武村正義（元官房長官）[187]
- 二見伸明（元衆議院議員）[190]
- 田嶋陽子（元参議院議員）[191]
- 鳩山由紀夫（元内閣総理大臣）[192]
- 羽田孜（元内閣総理大臣）[192]
- 村山富市（元内閣総理大臣）[192]
- 細川護煕（元内閣総理大臣）[192]
- 守屋克彦（元仙台高等裁判所判事）[193]
- 宮崎駿（映画監督）[194]
- 茂木健一郎（脳科学）[181]
- 香山リカ（精神科医）[195]
- 高山佳奈子（刑法学）[196]
- 益川敏英（物理学）[196]
- 池内了（天文学）[196]
- 大江健三郎（作家）[197]
- 古賀茂明（元通産官僚）[198]
- 松井芳郎（国際法学）[138]
- 大賀哲（国際政治学）[199]
- 植木千可子（国際政治学）[200]
- 杉田敦（政治学）[201]
- 山口二郎（政治学）[128]
- 中島岳志（政治学）[202]
- 油井大三郎（歴史学）[203][204][205]
- 森田実（政治評論家）[202]
- 長嶋一茂（タレント、元プロ野球選手）[206]
- 笑福亭鶴瓶（落語家、タレント）[207]
- ラサール石井（お笑い芸人、演出家）[208]
- 坂上忍（俳優）[209]
- 吉永小百合（女優）[210]
- 大竹しのぶ（女優）[210]

など

#### その他
佐伯啓思（経済学）と大石眞（憲法学）はそれぞれ「憲法解釈の変更自体が立憲主義に反するとはいえない」という意見を持っている。
メディアによる憲法学者へのアンケート結果
朝日新聞が憲法学者209名に実施した平和安全法制に関するアンケートでは、回答が得られた122名のうち、104名が「憲法違反に当たる」、15名が「憲法違反の可能性がある」、2名が「憲法違反にはあたらない」と回答した
。
NHKが憲法学者や行政法学者ら1146人に実施した平和安全法制に関するアンケートでは、回答が得られた422人のうち、377人が「違憲・違憲の疑い」、28人が「合憲」と回答した
。

### 法案審議時の日本の国政政党の見解
賛成
自民党、公明党、日本を元気にする会、次世代の党、新党改革
反対
民主党、維新の党、日本共産党、生活の党と山本太郎となかまたち、社民党

### 成立後の日本の国政政党の見解
廃止すべき
日本共産党
、れいわ新選組、社民党
その他
立憲民主党
前身の旧・立憲民主党は平和安全法制を廃止するという立場を示していた。現・立憲民主党は平和安全法制の「違憲部分を廃止」するとし、「集団的自衛権の一部の行使を容認した閣議決定及び安全保障法制は、憲法違反であり、憲法によって制約される当事者である内閣が、みずから積み重ねてきた解釈を論理的整合性なく変更するものであり、立憲主義に反する。」としている。
国民民主党
前身の旧・国民民主党は平和安全法制を廃止するという立場を示していたが、国民民主党代表の玉木雄一郎は平和安全法制について「廃止は無理だ。運用の現状をみて問題があれば法改正する。」としている。
日本維新の会
「平和安全法制の違憲の疑いありと指摘されている点について、自国防衛を徹底する形で、あいまいな『存立危機事態』を限定する。」としている。

### 全国紙・ブロック紙の見解
賛成
産経新聞、読売新聞、日経新聞
反対
朝日新聞、毎日新聞、北海道新聞、中日新聞、西日本新聞、河北新報、中国新聞

### 地方紙の見解
賛成
福島民友新聞、富山新聞、北國新聞
反対
東奥日報、岩手日報、デーリー東北、秋田魁新報、山形新聞、名寄新聞、福島民報、新潟日報、上毛新聞、下野新聞、茨城新聞、千葉日報、埼玉新聞、神奈川新聞、山梨日日新聞、信濃毎日新聞、静岡新聞、岐阜新聞、福井新聞、京都新聞、大阪日日新聞、神戸新聞、日本海新聞、山陰中央新報、山陽新聞、四国新聞、愛媛新聞、徳島新聞、高知新聞、佐賀新聞、長崎新聞、熊本日日新聞、大分合同新聞、宮崎日日新聞、南日本新聞、八重山毎日新聞、琉球新報、沖縄タイムス

### 都道府県議会の見解
賛成
秋田県、長崎県、山口県、香川県
反対
北海道、岩手県、三重県、沖縄県

### 市区町村議会の見解
賛成
【東京都】豊島区、三鷹市、町田市、調布市、日野市、八王子市
反対
【東京都】国立市、小金井市、武蔵野市
【北海道】旭川市、根室市、芦別市、上砂川町、占冠村、黒松内町、豊富町、森町
【青森県】外ヶ浜町、佐井村、新郷村、今別町、平内町、鰺ケ沢町【岩手県】一関市、花巻市、一戸町、久慈市、奥州市、宮古市、一戸町、軽米町、平泉町、九戸村、住田町、大槌町、滝沢市、二戸市、北上市、田野畑村、大船渡市、陸前高田市
【宮城県】美里町
【秋田県】羽後町、小坂町
【山形県】山形市、南陽市、尾花沢市、川西町
【福島県】南相馬市、会津若松市、浪江町、喜多方市、桑折町、古殿町、石川町、川俣町、天栄村、昭和村、西郷村、南会津町
【茨城県】美浦村、取手市
【埼玉県】宮代町、長瀞町
【千葉県】御宿町
【神奈川県】鎌倉市、中井町、葉山町
【新潟県】加茂市、関川村、五泉市、湯沢町
【長野県】安曇野市、中野市、王滝村、下條村、喬木村、御代田町、高山村、佐久穂町、坂城町、山形村、上松町、信濃町、須坂市、大桑村、大鹿村、辰野町、中川村、南箕輪村、南木曽町、飯綱町、飯山市、飯島町、宮田村、豊丘村、箕輪町、木曽町、木島平村
【愛知県】扶桑町
【三重県】菰野町、東員町
【滋賀県】甲良町、愛荘町
【京都府】宇治市、向日市、京田辺市
【兵庫県】新温泉町
【奈良県】香芝市、三郷町、川西町、大淀町
【鳥取県】湯梨浜町、日南町
【島根県】大田市
【広島県】三次市、庄原市、世羅町
【徳島県】那賀町
【高知県】土佐市、芸西村、香南市、四万十町、大月町、大豊町、田野町、馬路村、本山町
【福岡県】嘉麻市、苅田町、粕屋町
【佐賀県】大町町
【大分県】中津市
【宮崎県】川南町、門川町
【沖縄県】西原町、大宜味村、那覇市、南風原町、北谷町、北中城村、名護市

### 各国・国際機関の見解
賛同・支持
欧州連合、東南アジア諸国連合【東アジア】台湾、モンゴル
【東南アジア】インドネシア、シンガポール、タイ王国、フィリピン、マレーシア、ブルネイ、ベトナム、ミャンマー、ラオス
【南アジア】インド、スリランカ、バングラデシュ
【中央アジア】カザフスタン、ウズベキスタン、キルギス
【西アジア】イスラエル、カタール
【オセアニア】オーストラリア、ニュージーランド、パプアニューギニア
【北アメリカ】カナダ、アメリカ合衆国
【中央アメリカ】ジャマイカ、ドミニカ、ホンジュラス
【ヨーロッパ】フランス、ベルギー、デンマーク、スウェーデン、チェコ、エストニア、マルタ、ドイツ、ルクセンブルク、ギリシャ、フィンランド、スロバキア、ラトビア、ルーマニア、イタリア、イギリス、スペイン、オーストリア、ハンガリー、リトアニア、ブルガリア、オランダ、アイルランド、ポルトガル、ポーランド、スロベニア、キプロス、クロアチア
【アフリカ】ケニア
反対・否定的
【アジア】中国、ロシア、北朝鮮
慎重
【アジア】韓国

## 戦争法案（戦争法）という呼称
日本共産党（しんぶん赤旗）やSEALDsなどの法案に反対する立場の者は、平和安全法制を「戦争法案」や「戦争法」と呼ぶことがある。それに対し、自民党は「レッテル貼りである」などと反論している。
2015年（平成27年）4月1日に行われた参議院予算委員会において、社民党副党首の福島瑞穂参議院議員が平和安全法制を「戦争法案」と呼称したことに対し、自民党は議事録の修正を求めた。この修正要求は福島議員に拒否され、自民党も修正要求を取り下げ、議事録は修正されずに公開された。以後も自民党は「戦争法案」という呼称はレッテル貼りや誤りであると批判している。
ジャーナリストの櫻井よしこらが設立した「平和安全法制の早期成立を求める国民フォーラム」は「安全保障関連法案は戦争を抑止するためであり、『戦争法案』ではない。一刻も早く平和安全法制を確立することを強く要望する」との声明を発表した。
経済学者の高橋洋一は「民主党はまったくトンチンカンで、「戦争法」との誤ったレッテル貼りをしてしまった。これでは極左政党と何ら変わりはない。」と民主党を批判した。